# Pasiphaea westindica
Pasiphaea westindica is een garnalensoort uit de familie van de Pasiphaeidae. De wetenschappelijke naam van de soort is voor het eerst geldig gepubliceerd in 1984 door Tchesunov.